# Ataxolepis
Ataxolepis är ett släkte av fiskar. Ataxolepis ingår i familjen Cetomimidae.
Kladogram enligt Catalogue of Life:
| Ataxolepis | \| \| Ataxolepis apus \| \| \| \| \| \| Ataxolepis henactis \| \| \| \| |
|            | \| \| Ataxolepis apus \| \| \| \| \| \| Ataxolepis henactis \| \| \| \| |
|            | Cetichthys                                                              |
|            |                                                                         |
|            | Cetomimoides                                                            |
|            |                                                                         |
|            | Cetomimus                                                               |
|            |                                                                         |
|            | Cetostoma                                                               |
|            |                                                                         |
|            | Danacetichthys                                                          |
|            |                                                                         |
|            | Ditropichthys                                                           |
|            |                                                                         |
|            | Eutaeniophorus                                                          |
|            |                                                                         |
|            | Gyrinomimus                                                             |
|            |                                                                         |
|            | Megalomycter                                                            |
|            |                                                                         |
|            | Mirapinna                                                               |
|            |                                                                         |
|            | Notocetichthys                                                          |
|            |                                                                         |
|            | Parataeniophorus                                                        |
|            |                                                                         |
|            | Procetichthys                                                           |
|            |                                                                         |
|            | Rhamphocetichthys                                                       |
|            |                                                                         |
|            | Vitiaziella                                                             |
|            |                                                                         |
|            | Ataxolepis apus                                                         |
|            |                                                                         |
|            | Ataxolepis henactis                                                     |
|            |                                                                         |

|  | Ataxolepis apus     |
|  |                     |
|  | Ataxolepis henactis |
|  |                     |